# Kacabaja
Kacabaja je vodní nádrž nacházející se v blízkosti Moravskoslezských Beskyd poblíž obce Hodslavice v okrese Nový Jičín. Do nádrže přitéká několik zdejších potoků, které pramení na severním úbočí vrchu Oprchlice, a dále ji zásobuje řeka Zrzávka. Nádrž byla zbudována na ochranu před záplavami, které by mohly obec Hodslavice postihnout. V minulosti bývala lokalita útočištěm zlodějů a lapků (například Šimáka, Bartosche či Jury Bartůška, který byl v roce 1719 popraven v Novém Jičíně).

## Technické parametry
Hráz vodní nádrže je dlouhá 175 metrů a dosahuje výšky 7 metrů. V koruně je hráz široká 3,5 metru. Objem nádrže dosahuje hodnoty 46 660 metrů kubických.

## Kulturní vyžití
V nádrži je povoleno koupání, avšak je pouze na vlastní nebezpečí. Využít ji lze i k rybaření. V okolí Kacabaji jsou travnaté pláže a je zde i antukový kurt pro volejbal či minikopanou. Pod hrází je k dispozici asfaltové parkoviště pro motorová vozidla, na kterém je v letních měsících vybírán poplatek za parkování.
V létě se zde také koná soutěž „O valašského ftáka“, jíž se účastní konstruktéři roztodivných létajících strojů na lidský pohon. Startuje se z dlouhé rampy a letci přistávají na vodní hladině.